# Blepephaeus malaccensis
Blepephaeus malaccensis är en skalbaggsart som beskrevs av Stefan von Breuning 1935. Blepephaeus malaccensis ingår i släktet Blepephaeus och familjen långhorningar. Inga underarter finns listade.